# Duke Nukem 3D
Duke Nukem 3D és un videojoc d'acció en primera persona desenvolupat per 3D Realms. És la seqüela del videojoc de plataformes Duke Nukem i Duke Nukem II, publicat per 3D Realms.
Duke Nukem 3D presenta les aventures de Duke Nukem, amb la veu de Jon St. John, que lluita contra una invasió extraterrestre a la Terra. Juntament amb Wolfenstein 3D i Doom, Duke Nukem 3D es considera que és responsable de la popularització dels shooters en primera persona, i es va obtenir molt èxit. Els crítics van elogiar la interactivitat dels entorns, la jugabilitat, el disseny de nivells i l'humor arriscat únic, una barreja de sàtira de cultura pop i lúdica de superherois de Hollywood. La naturalesa violenta del joc, elements eròtics, i representació de les dones van incitar polèmica.
La versió shareware del joc es va llançar originalment el 29 de gener de 1996, mentre que la versió completa va ser llançada el 19 d'abril de 1996 com a versió 1.3d. El Plutonium PAK, un paquet d'expansió que actualitzava el joc a la versió 1.4 i va afegir un quart episodi de 11 nivells, va ser llançat al novembre de 1996. El Atomic Edition, una versió independent del joc que incloïa el contingut del Plutonium PAK i actualitzat el joc a la versió 1.5, més tard va ser alliberat; la versió original de Duke Nukem 3D des de llavors ha estat descatalogat. Un cinquè episodi oficial va ser llançat a l'11 d'octubre de 2016 amb el 20th Anniversary World Tour publicat per Gearbox Software. Després de quinze anys en un infern de desenvolupament, es va publicar una seqüela directa el 2011 titulat Duke Nukem Forever.

## Jugabilitat

### Disseny de nivells
Un atractiu del joc és el disseny dels seus nivells i la seva gran varietat d'endevinalles. Contrari als videojocs del gènere que li precedeixen, a Duke Nukem 3D es pot apreciar una gran varietat de nivells, que inclouen espais oberts i ambientació des de carrers a ciutats submergides o estacions espacials. A més, aquests nivells no tenen un desenvolupament completament lineal, existint un gran nombre de giragonses i passadissos, la qual cosa els fa molt atractius per al mode multijugador.
Els nivells estan decorats també amb una àmplia gamma d'objectes de diversa índole, alguns dels quals permeten interacció amb el jugador o la seva destrucció.

### Armes i equipament
El joc inclou una àmplia varietat d'armes, des de la clàssica pistola o escopeta, a armes experimentals capaces de congelar o encongir als enemics, passant per llançamíssils o bombes per control remot.
El jugador també pot recollir una sèrie d'objectes durant els diferents nivells que atorguen al personatge algunes capacitats. Per exemple, estan disponibles esteroides per incrementar la força i velocitat del jugador, un equip de bussejo, un jetpack per poder volar, ulleres de visió nocturna o l'anomenat holoduke, que no és sinó un doble hologràfic de Duke Nukem, utilitzat per distreure als enemics.

### Enemics
També en Duke Nukem 3D hi ha una gran varietat d'enemics, de força creixent segons s'avança en el joc. Alguns d'aquests enemics fan ús d'armes o objectes comuns al personatge del joc, per la qual cosa en morir aquests, Duke Nukem pot recollir-los. A més d'aquests enemics, com és comú en aquest tipus de jocs, al final de cada episodi hi ha un cap final.

### Multijugador
Duke Nukem 3D disposa d'un mode multijugador a través del qual poden jugar fins a 8 jugadors. Aquesta manera es pot configurar perquè durant el joc també hi hagi enemics controlats per la màquina o es jugui en manera cooperativa contra els enemics.

## Expansions
Existeixen altres expansions del videojoc no desenvolupades per professionals i no oficials, però aquí solament s'inclouen les que van ser comercialitzades.

### Plutonium PAK/Atomic Edition
La Atomic Edition de Duke Nukem 3D va ser llançada al novembre de 1996, i contenia els tres episodis del joc original i un nou quart episodi d'onze nivells.. El Plutonium PAK va ser llançat també com un pack d'actualització per convertir la versió original de Duke Nukem 3D (v1.3d) a la nova Atomic Edition (v1.4, després actualitzada a v1.5). Incloïa nous enemics, un nou cap final (La Reina), armes, i canvis en la interfície per fer-la més senzill. Finalment, el jugador podia iniciar una sessió multijugador contra bots controlats per la intel·ligència artificial.

### Duke Caribbean: Life's a Beach
Aquesta és una expansió autoritzada, dissenyada per Sunstorm Interactive. Duke s'està relaxant en una illa tropical quan descobreix que els extraterrestres estan tenint les seves pròpies "vacances". Aquesta expansió no oficial inclou un assolellat ambient del Carib, com a platges, hotels costaners, etc.
Charlie Wiederhold va crear alguns nivells per a aquesta expansió. Wiederhold va anar posteriorment contractat per 3D Realms per treballar en la seqüela: Duke Nukem Forever.

### Duke It Out In D.C.
En aquesta expansió, també desenvolupada per Sunstorm, el president Bill Clinton és capturat per forces extraterrestres, i Duke ha de salvar-li. En l'expansió es recreen llocs basats en emplaçaments reals, com la Casa Blanca, la caserna general del FBI, el Institut Smithsoniano, el Monument a Washington i altres llocs de Washington D. C.. Si ben no era oficial, va ser inclosa en un recopilatori oficial anomenat Duke Nukem: Kill-A-Ton Collection a través d'acords comercials amb 3D Realms.

### Duke: Nuclear Winter
Aquesta expansió (també cridada Duke Nukem: Nuclear Winter) va ser desenvolupada per Simply Silly Programari i WizardWorks. En la seva història, Papà Noel és controlat mentalment pels extraterrestres per causar problemes a la Terra. Molts dels nivells tenen lloc prop del Polo Nord.

### Altres
- Duke Xtreme: Una expansió desenvolupada per Sunstorm i que conté 50 nivells i diverses utilitats.
- Duke!Zone: Duke!Zone va ser distribuïda per WizardWorks; incloïa prop de 500 nivells desenvolupats per fanàtics.
- Duke!Zone II: WizardWorks després va crear una expansió anomenada Duke!Zone II, que contenia tres episodis dissenyats per ells mateixos.
- Duke Assault: L'última expansió autoritzada contenia gairebé 1500 nivells per Duke Nukem 3D. Venuda per WizardWorks i creat pels fanàtics.

## Desenvolupament
La tercera part del joc va suposar un gran canvi respecte als seus predecessors, incloent-se la tercera dimensió, encara que fictícia. Els mapes són tridimensionals, no obstant això la resta d'elements del joc com a enemics i objectes són bidimensionals i es mostren a través de sprites, i no amb polígons. No obstant això, el motor gràfic, denominat Build, permetia fer coses bastant més complexes que les que podien fer-se amb motors anteriors, com l'utilitzat en Doom.
A causa d'aquest fals 3D, Duke Nukem 3D es considera com 2.5D (dues dimensions i mitjana). No seria fins a la sortida de Quake en la qual els videojocs de trets en primera persona començarien a utilitzar motors totalment tridimensionals.

### Codi font
El codi font de Duke Nukem 3D va ser alliberat sota la llicència GPL l'1 d'abril de 2003, encara que els drets sobre el videojoc van romandre sota la propietat de 3D Realms (després adquirits per Gearbox). El joc va ser ràpidament portat per afeccionats a sistemes operatius moderns com Microsoft Windows, GNU/Linux i Mac US X i fins i tot a sistemes operatius per a telèfons mòbils com Symbian OS. Això li va donar al videojoc una segona joventut, fent-ho de nou molt popular en Internet. Així mateix, es van crear programes per iniciar partides entre diversos jugadors per a aquestes versions.
Amb el pas del temps, Duke Nukem 3D s'ha convertit en un veritable fenomen mediàtic. A través de Internet és possible trobar nombrosos mods del joc, amb noves armes, objectes, enemics o nivells. Amb el motor de Duke Nukem 3D, els fanàtics han realitzat una gran quantitat de noves versions, ja sigui inspirats en pel·lícules o directament per la imaginació.
Després de l'alliberament del codi font en 2003 es va crear el High Resolution Pack, en el qual s'incloïen textures d'alta resolució i tant els enemics com els sprites de les mans i armes van passar a ser en tres dimensions, encara que augmentant considerablement els requisits mínims d'ordinador per poder jugar.
Les últimes versions del High Resolution Pack inclouen un sistema de llums dinàmiques (denominat polymer) que augmenta la qualitat gràfica enormement, però requereix un gran processador i targeta gràfica per fer-ho funcionar correctament.

## Recepció
Totes les versions del joc han obtingut una puntuació positiva a GameRankings i Metacritic. El llançament original a MS-DOS té una puntuació de 88,50% a GameRankings i una puntuació de 89/100 a Metacritic. La versió llançada a la Sega Saturn té una puntuació agregada de 82,50% a GameRankings. La versió llançada a l'Xbox 360 té una puntuació agregada de 80,67% a GameRankings, mentre que té una puntuació de 80/100 a Metacritic. La versió de iOS té una puntuació agregada de 63,80% a GameRankings.

## Crítiques
Duke Nukem 3D va ser durament criticat per la seva marcada actitud masclista. En el videojoc, poden veure's per diferents nivells prostitutes o stripers, les quals destapen els seus pits si el jugador els ofereix diners, a les quals també se'ls pot assassinar. Així mateix, la violència demostrada pel videojoc, així com les frases que de tant en tant diu el personatge, també van ser motiu de controvèrsia.
Amb tot això, el joc inclou la possibilitat d'activar una espècie de control patern, que eliminava del joc tot el contingut que pogués resultar ofensiu o perjudicial per als menors d'edat.

## Seqüeles i versions
- Duke Nukem (Game Boy Color)
- Duke Nukem 3D (PC)
- Duke Nukem 3D (iOS, iPod touch, iPhone)
- Duke Nukem 64 (Nintendo 64)
- Duke Nukem: Zero Hour (Nintendo 64)
- Duke Nukem: Time to Kill (PlayStation)
- Duke Nukem: Land of the Babes (PlayStation)
- Duke Nukem: Manhattan Project (PC)
- Duke Nukem Advance (Game Boy Advance)
- Duke Nukem Mobile (Tapwave Zodiac, telèfons mòbils)
- Duke Nukem Forever (PC) (PlayStation 3) (Xbox 360)